# Équation de Tolman-Oppenheimer-Volkoff
L'équation de Tolman-Oppenheimer-Volkoff est l'équation de l'équilibre hydrostatique en relativité générale.
Elle s'écrit :
{\displaystyle {\frac {\mathrm {d} p}{\mathrm {d} r}}=-\left(\rho c^{2}+p\right){\frac {\mathrm {d} \Phi }{\mathrm {d} r}}},
avec :
{\displaystyle {\frac {\mathrm {d} \Phi }{\mathrm {d} r}}={\frac {G}{c^{2}}}\left(m(r)+{\frac {4\pi r^{3}p(r)}{c^{2}}}\right){\frac {1}{r\left({\dfrac {r-2Gm(r)}{c^{2}}}\right)}}},
soit :
{\displaystyle {\frac {\mathrm {d} p}{\mathrm {d} r}}=-{\frac {G}{c^{2}}}\left(\rho c^{2}+p\right)\left(m(r)+{\frac {4\pi r^{3}p(r)}{c^{2}}}\right){\frac {1}{r\left({\dfrac {r-2Gm(r)}{c^{2}}}\right)}}}.

## Limite newtonienne
À la limite newtonienne (c'est-à-dire avec {\displaystyle m\ll r} et {\displaystyle p\ll \rho c^{2}}), l'équation se réduit à :
{\displaystyle {\frac {\mathrm {d} p}{\mathrm {d} r}}=-{\frac {Gm}{r^{2}}}\rho }.

## Approximation post-newtonienne
À l'approximation post-newtonienne, l'équation s'écrit, :
{\displaystyle {\frac {\mathrm {d} p}{\mathrm {d} r}}=-{\frac {Gm}{r^{2}}}\rho \left(1+{\frac {p}{\rho c^{2}}}+{\frac {4\pi r^{3}p}{mc^{2}}}+{\frac {2Gm}{rc^{2}}}\right)}.

## Histoire
Les éponymes de l'équation sont Richard C. Tolman (1881-1948) de l'Institut de technologie de Californie, d'une part, et J. Robert Oppenheimer (1904-1967) et George M. Volkoff (1914-2000) de l'université de Californie à Berkeley, d'autre part : ils ont adressé leurs articles respectifs, à la Physical Review qui les a reçus le même jour, 3 janvier 1939, et les a publiés dans son même numéro du 15 février 1939.